# Michael Aastrup Jensen
 Der er for få eller ingen kildehenvisninger i denne artikel, hvilket er et problem. Du kan hjælpe ved at angive troværdige kilder til de påstande, som fremføres i artiklen.

Michael Aastrup Jensen (født 16. marts 1976 i Roskilde) er dansk ambassadør til Europarådet, tidligere borgmester i Randers og medlem af Folketinget for Venstre siden 2005.

## Politisk karriere

### Venstres Ungdom
Aastrup Jensen har været aktiv i politik, siden han som 14-årig meldte sig ind i Venstres Ungdom og Venstre i Randers, hvor han i de efterfølgende år havde forskellige organisatoriske poster internt i partiet og i Venstres Ungdom.

### Byråd
Aastrup Jensen stillede første gang op til byrådsvalget i Randers i 1997, hvor han blev valgt med næstflest stemmer af alle Venstres kandidater. Han kom derefter ind i Socialudvalget og Kulturelt udvalg, hvor han sad indtil 2000, hvor Venstres daværende gruppeformand og politiske ordfører valgte at træde ud af byrådet. Aastrup Jensen blev herefter valgt af byrådsgruppen som ny gruppeformand og politisk ordfører, hvorefter han desuden også skiftede kulturelt udvalg ud med økonomiudvalget. Han sad på de nævnte poster, indtil han blev valgt som borgmester ved kommunalvalget i 2001.
Byrådsvalget i 2001 var et stort jordskredsvalg, da det var første gang nogensinde, at en Venstremand besatte borgmesterposten og den første gang siden 1950'erne, at Randers fik en borgerlig borgmester. Aastrup Jensen blev desuden med sine 25 år, den yngste borgmester nogensinde i Danmark, en rekord han holdt, indtil socialdemokraten Christina Krzyrosiak Hansen blev borgmester i Holbæk Kommune i 2018.

### Folketinget
I efteråret 2004 besluttede den daværende folketingskandidat for Venstre i Randerskredsen, Claus Hjort Frederiksen, at trække sig som folketingskandidat for at flytte til en kreds tættere på sin bopæl. Efter en del overvejelser besluttede Aastrup Jensen at stille op som kandidat til Folketinget. Han blev valgt som ny folketingskandidat i Randerskredsen på et opstillingsmøde 17. november 2004, hvor han blev valgt uden modkandidater og med opbakningen af en enig kredsbestyrelse.
Ved det følgende folketingsvalg 8. februar 2005 blev Aastrup Jensen valgt ind i Folketinget med næstflest stemmer af alle Venstres kandidater i Århus Amt. Han valgte herefter ikke at genopstille som borgmester og sluttede dermed sin borgmesterperiode den 31. december 2006. Han blev genvalgt ved folketingsvalget 13. november 2007, hvor han med 10.532 personlige stemmer blev valgt som nummer to blandt alle Venstres kandidater i Østjylland, ligesom han var med i top fem over alle kandidater i Østjylland.
Ved Folketingsvalget 2011 blev Aastrup Jensen genvalgt for anden gang. Med 10.280 personlige stemmer i Østjyllands Storkreds sikrede han det andet mandat for Venstre og var samtidig blandt de tre største stemmeslugere i Østjyllands Storkreds.
I sin første periode i Folketinget var Aastrup Jensen udpeget som Venstres IT-, dyrevelfærds- samt boligordfører. Han var desuden medlem af følgende udvalg i Folketinget: Retsudvalget, Kommunaludvalget, Boligudvalget, Udvalget for videnskab og teknologi samt Udvalget for fødevarer, landbrug og fiskeri. Derudover var han formand for Venstres Landsretsudvalg nedsat af Venstres hovedbestyrelse. I sin anden periode var Aastrup Jensen udnævnt til Venstres EU-ordfører og IT-ordfører samt medlem af Udenrigsudvalget, Europaudvalget og Boligudvalget.
Ved regeringsrokaden i foråret 2010 blev Michael Aastrup Jensen udnævnt til udenrigsordfører for Venstre og fortsatte som IT-ordfører. Dermed fik Michael Aastrup Jensen også en plads i Udenrigspolitisk Nævn. Ligeledes forsatte han som formand for den danske delegation i Europarådet.
Efter valget valget i 2011 blev Michael Aastrup Jensen udpeget som Venstres kulturordfører og IT-ordfører.
Michael Aastrup Jensen blev ved Folketingsvalget i 2015 genvalgt til Folketinget med 6849 personlige stemmer. Efter valget blev han udpeget som Venstres Udenrigsordfører og udviklingsordfører. Desuden blev han medlem af følgende udvalg i Folketinget: Forsvarsudvalget, Kulturudvalget, Retsudvalget, Det Udenrigspolitiske Nævn og Udenrigsudvalget.
Ved Folketingsvalget 2019 blev Michael Aastrup Jensen genvalgt til Folketinget med 12.297 personlige stemmer. Efter valget blev han igen udpeget som Udenrigsordfører, og fik ligeledes tildelt posten som næstformand for den danske delegation til Europarådets Parlamentariske Forsamling. Siden valget har Michael Aastrup Jensen derudover haft sæde i følgende udvalg: Det Udenrigspolitiske Nævn, Udenrigsudvalget og Retsudvalget. I begyndelsen af 2020 fik Michael Aastrup Jensen tildelt posten som næstformand for Det Udenrigspolitiske Nævn.
Michael Aastrup Jensen blev genvalgt ved Folketingsvalget 2022 med 5.795 personlige stemmer. Efter valget blev han endnu en gang udpeget som Udviklings- og udenrigsordfører, og han blev derudover udpeget som Formand for Det Udenrigspolitiske Nævn. Michael Aastrup Jensen var foruden Det Udenrigspolitiske Nævn også medlem af følgende råd og udvalg: Europarådet, Færøudvalget og Udenrigsudvalget.

## Karriere som embedsmand
Den 1 juli 2025 tiltræder Aastrup Jensen som danmarks ambassadør til Europarådet. Han blev politisk udpeget af SVM-regeringen, og frakendte sig derfor sit mandat i Folketinget fra den 30 juni 2025. I dag er arbejder han som embedsmand i Udenrigsministeriet.

## Civilt liv
Aastrup Jensen er far til tre børn og bor i Strasbourg.
Han blev i 1995 HH-student fra Handelsskolen i Paderup, Randers. I 1995–1997 var han salgsassistent i Salling A/S i Aarhus, og i perioden 1997–1999 læste han til akademiøkonom med speciale i salg fra Det Danske Erhvervsakademi i Randers. 1997–2002 var han salgs- og marketingskoordinator i ProInfo A/S i Randers, hvorpå han helligede sig det politiske arbejde..

### Tillidsposter
- Medlem af forretningsudvalget i Venstre, 2012-2024.
- Medlem af hovedbestyrelsen for Venstre, 2012-2024.
- Formand for Venstres interne europaudvalg, 2010-2024.
- Næstformand for Dansk Institut for Partier og Demokrati (DIPD), 2015-2022.
- Formand for Venstres interne retsudvalg, 2005-2007.
- Formand for beredskabskommissionen i Randers, formand for valgbestyrelsen, formand for lokalnævnet vedrørende politiets virksomhed, formand for Randers Kommunes Kunstfond, formand for Begivenhedssekretariatet, næstformand for Randers Erhvervsråd, næstformand for Kronjyllands Udviklingsråd, næstformand for Randers Handelsråd, medlem af bestyrelsen for Randers Regnskov, medlem af bestyrelsen for Underværket og medlem af KL's kontaktråd., 2000-2006.
- Medlem af byrådet i Randers Kommune (formand for økonomiudvalget 2002-2006, politisk ordfører og gruppeformand for Venstre 2000-2002, medlem af økonomiudvalget 2000-2002, socialudvalget 1998-2002 og kulturelt udvalg 1998-2000), 1998-2006.